# Gerhard Wiedemeier
Gerhard Wiedemeier (Essen, 6 febbraio 1938) è un ex calciatore tedesco.

## Carriera
Cresciuto nel BV Altenessen, nel 1961 passa al Rot-Weiss Essen, società con cui gioca in cadetteria tedesca.
Nel 1965 si trasferisce nell'Eintracht Duisburg, società in cui milita sino al 1967, anno in cui venne ingaggiato dagli statunitensi del Pittsburgh Phantoms. Con i Phantoms si piazza al sesto ed ultimo posto della Eastern Division della NPSL.
La stagione seguente passa ai Kansas City Spurs, con cui prende parte alla prima stagione della NASL. Con gli Spurs raggiunge le semifinali del campionato, da cui vengono estromessi dai San Diego Toros.